# Олексієво-Дружківка
Олексі́єво-Дружкі́вка — селище Дружківської міської громади Краматорського району Донецької області, України. Розташоване на річці Кривий Торець (притока Сіверського Дінця). Найближча залізнична станція — Кіндратівка. Населення — близько 3 000 мешканців. Відстань до райцентру становить близько 22 км і проходить автошляхом місцевого значення.

## Символіка
Поточний герб є переспівом більш ранньої версії символіки. Срібні бруски символізують найбільше підприємство селища - Дружківський вогнетривкий завод, заснований ще у 1900 році, що працює і донині. В гербі вони склалися у формі шеврону на тлі червоного кутоподібного підніжжя, що символізує собою процес відпалу. Другим великим підприємством є КФ "Дружківська", яке багато хто знає по дружківській халві. Саме тому в горішній частині розташувалася половинка квітки соняха і золота крапля олії, що падає додолу. Списи - на місці сучасної Олексієво-Дружківки стояв козацький пост і саме біля нього виникло перше козацьке поселення. Хвиляста лазурова балка на золотих стягах срібних списів позначає річку Кривий Торець, на якій стоїть селище.
На попередньому гербі також містилася палеозойська араукарія - хвойне дерево, що символізує пам'ятку природи “Дружківські скам'янілі дерева”.

## Історія
Ще в часи Запорозької Січі на річці Казений Торець була козацька маєтність Дружківка — пікет або сторожова станція. Навіть після невдалого прутського походу, коли вся эця місцевість офіціайно відійшла під владу Туреччини, в Дружківці сиділо декілька запорожців, характерників, харцизів, які, знаходячись в таємних відносинах з козаками бахмутськими та маяцькими, страшно лякали  турецько-татарскі орди.
В годи "лихоліття" (1768 рік) запорожці дружно захищали та відстояли свою Дружківку від всіх ординських набігів та нападів. Після 1773 року до дружківських запорожців приєдналось декілька родин козаків та містян з Полтавської та Чернігівської губернії.
1778 року цю місцевість отримав командир Астраханського драгунського полка полковник Ніколай Яковлевич Оршанський. ВІн обрав Дружківку місцем для слободи, Оршанський заселив її народом купленим, переважно, в Харківській губернії.
За 5 років,1783 року, в поселенні вже було 120 дворів та в них 241 чоловік та178 жінок. Не задолго до скасування кріпосного права, Дружківка перейшла до поміщика Карабина, від якого селяни отримали земельні наділи.
В Дружківку переселили ще два села - Гаврилівку та Василівку.
За даними 1859 року тут існували 2 поселення:
- Дружківка (Короб'їне), панське село, над річкою Кривий Торець, 71 господа, 521 особа, православна церква, завод;
- Олексіївка (Осинове), панське село, над річкою Кривий Торець, 62 господи, 535 осіб, 2 заводи.[3]

Виникло в результаті об'єднання в 1939 році сіл Олексіївки та Дружківки.
Сесією Олексієво-Дружківської селищної ради затверджено рік заснування селища — 1711.

## Населення

### Мова
Розподіл населення за рідною мовою за даними перепису 2001 року:
| Мова            | Кількість | Відсоток |
| --------------- | --------- | -------- |
| українська      | 6079      | 76.38%   |
| російська       | 1844      | 23.17%   |
| білоруська      | 13        | 0.16%    |
| румунська       | 3         | 0.04%    |
| вірменська      | 2         | 0.03%    |
| польська        | 1         | 0.01%    |
| інші/не вказали | 17        | 0.21%    |
| Усього          | 7959      | 100%     |

За даними перепису 2001 року населення селища становило 7959 осіб, із них 76,38 % зазначили рідною мову українську, 23,17 % — російську, 0,16 % — білоруську, 0,04 % — молдовську, 0,03 % — вірменську, 0,01 % — польську

## Промисловість
У селищі розташований «Кіндратівський вогнетривкий завод», що спеціалізується на виробництві вогнетривких виробів для металургійної промисловості. Також працює «Кондитерська Фабрика «ДРУЖКІВСЬКА» (колишня «Дружківська харчосмакова фабрика»), продукція якої відома в багатьох містах області.

## Пам'ятки
На північ від селища (48°35′43″ пн. ш. 37°36′44″ сх. д. / 48.59528° пн. ш. 37.61222° сх. д.) розташована геологічна пам'ятка «Дружківські скам'янілі дерева» — скам'янілі стовбури араукарій віком близько 250 мільйонів років на території колишнього кар'єру.

## Персоналії
- На сході від Олексієво-Дружківки знаходиться хутір Іжевка, де народився правозахисник та член-засновник Української гельсінської групи Олекса Тихий.
- У 1925 році тут народився Носуля Микола Васильович. Герой Радянського Союзу.
- У Дружківці все життя працював один із найвідоміших краєзнавців України — Янко Микола Тимофійович, автор «Топонімічного словника-довідника України».
- Обіденко Олексій Олексійович — український художник і письменник.

## Пам’ятники та меморіали
На південний схід від села, обабіч траси на Костянтинівку, на схилах знаходяться два пам’ятника з вапняку, виконані на тему слов’янському, давньоруському та козацькому періоду історії України. Пам’ятники знаходяться на височині і добре видні з дороги.

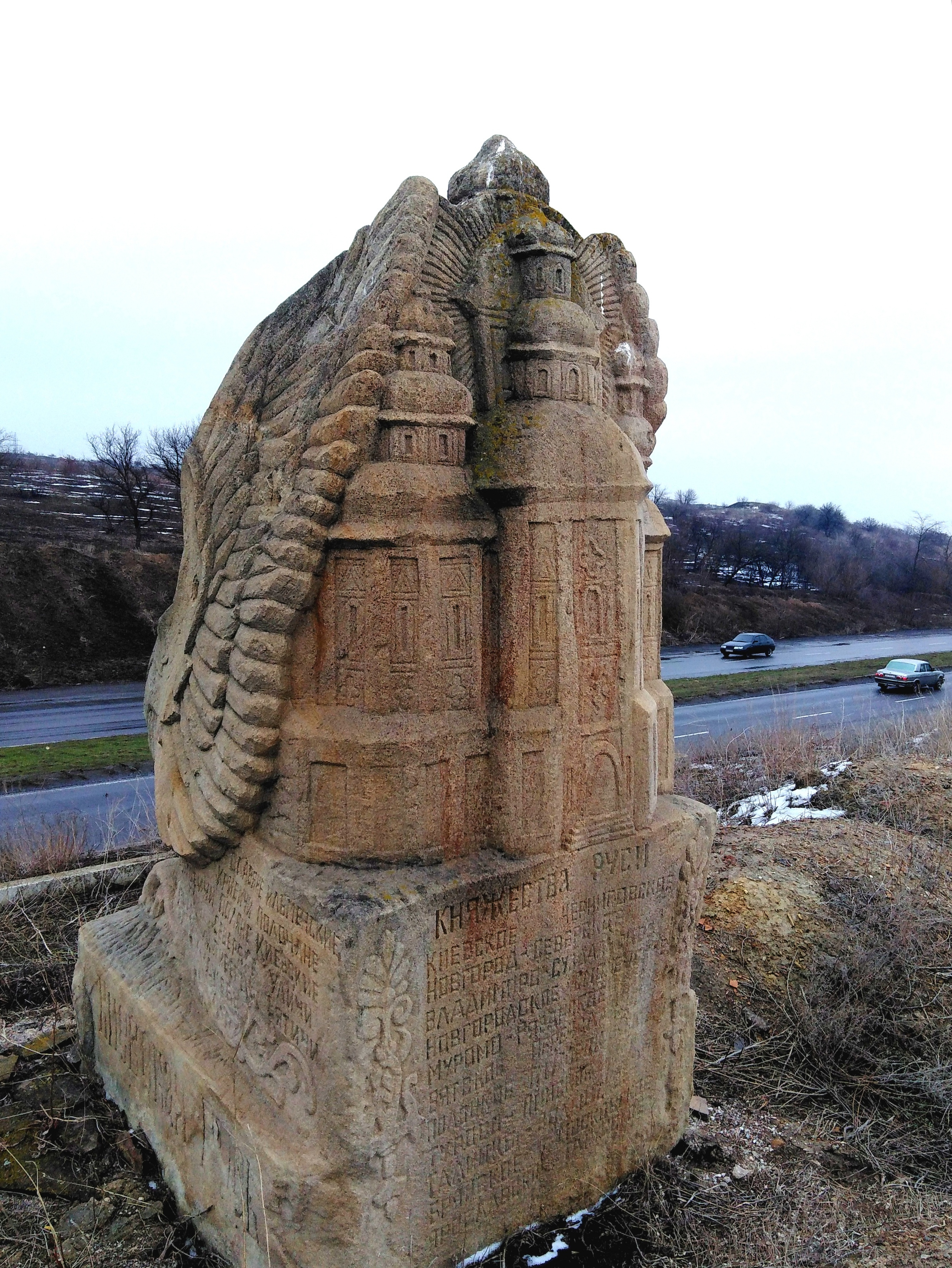
«Західний пам’ятник»
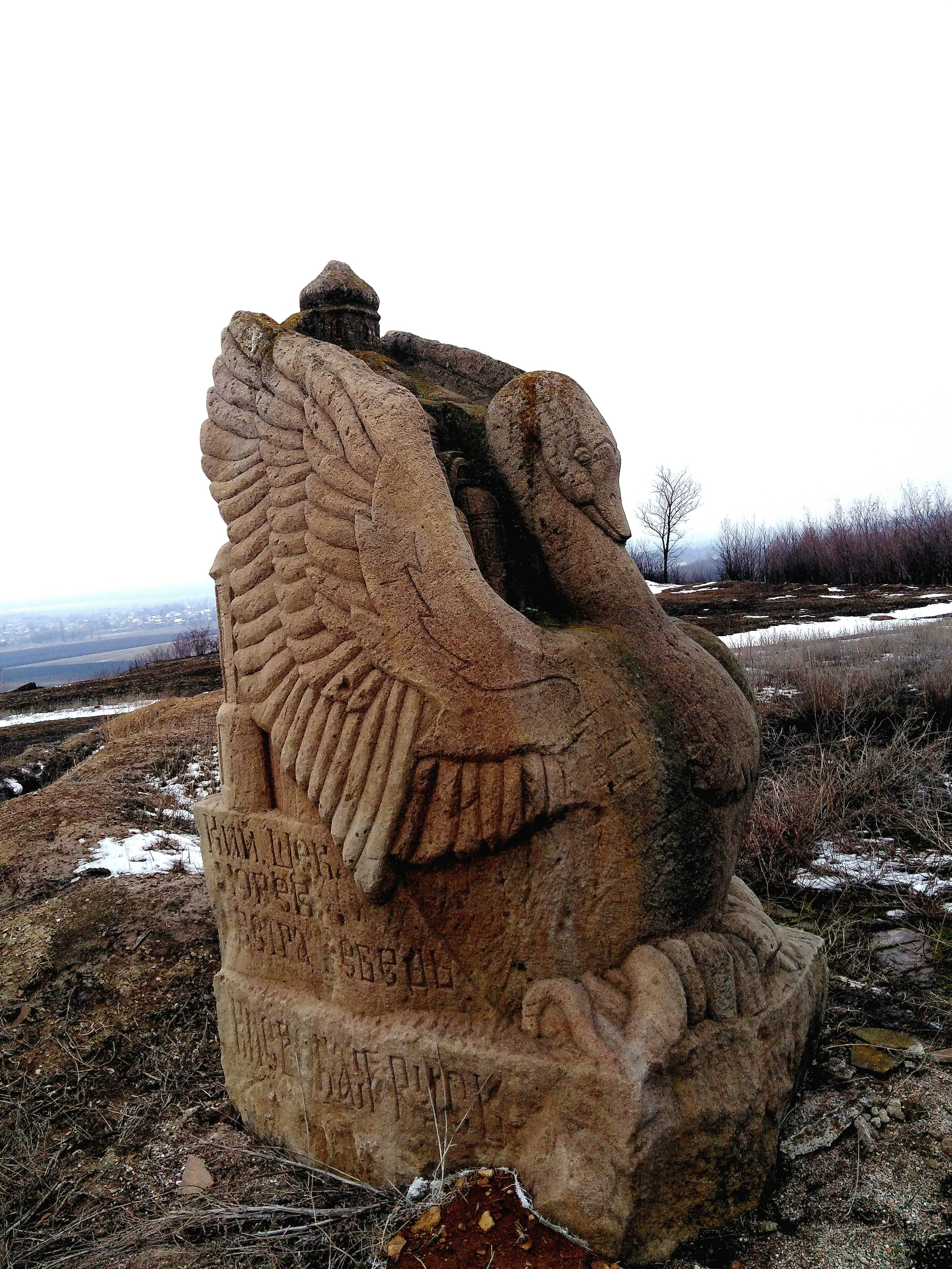
«Західний пам’ятник»
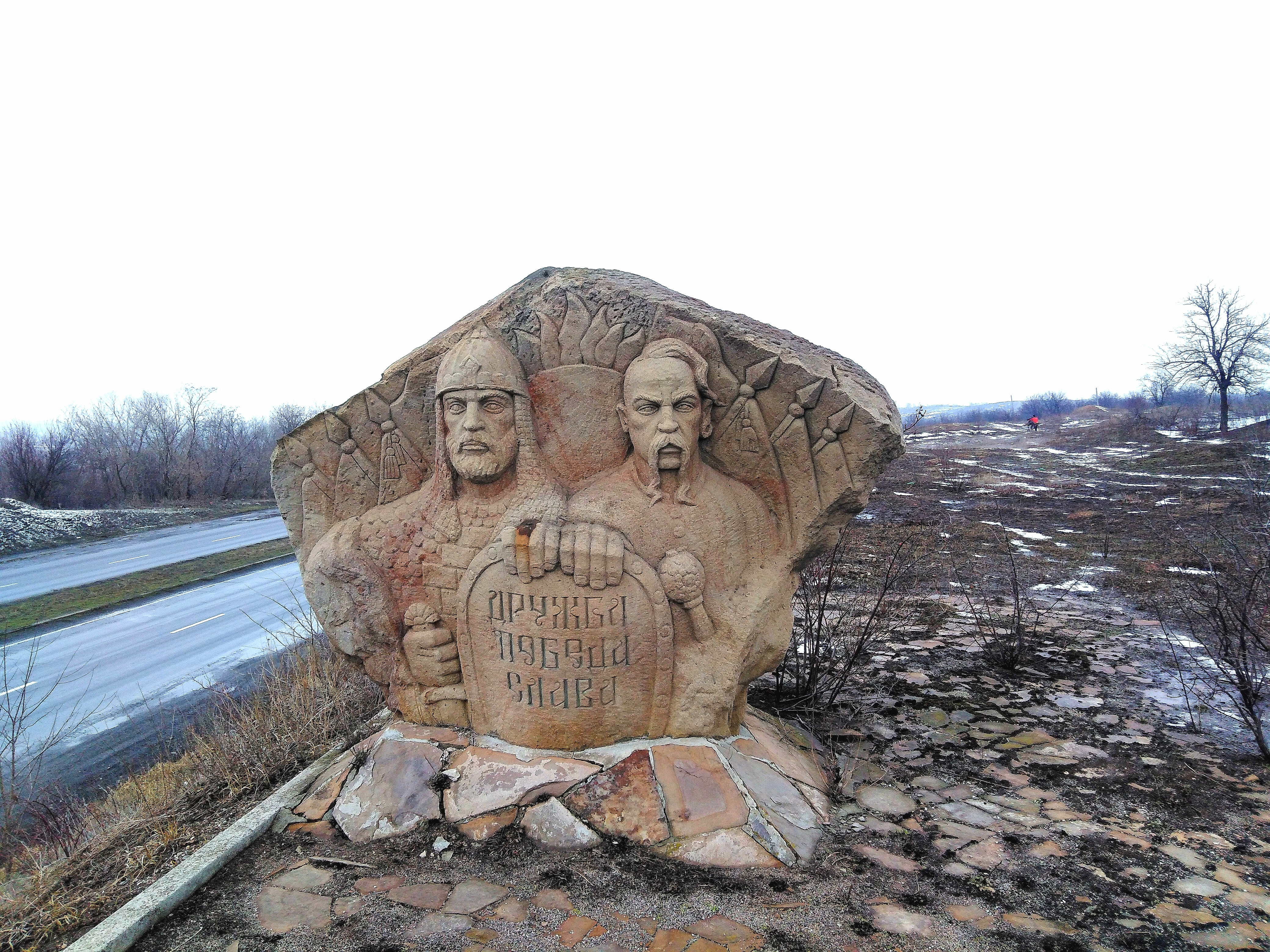
«Східний пам’ятник»
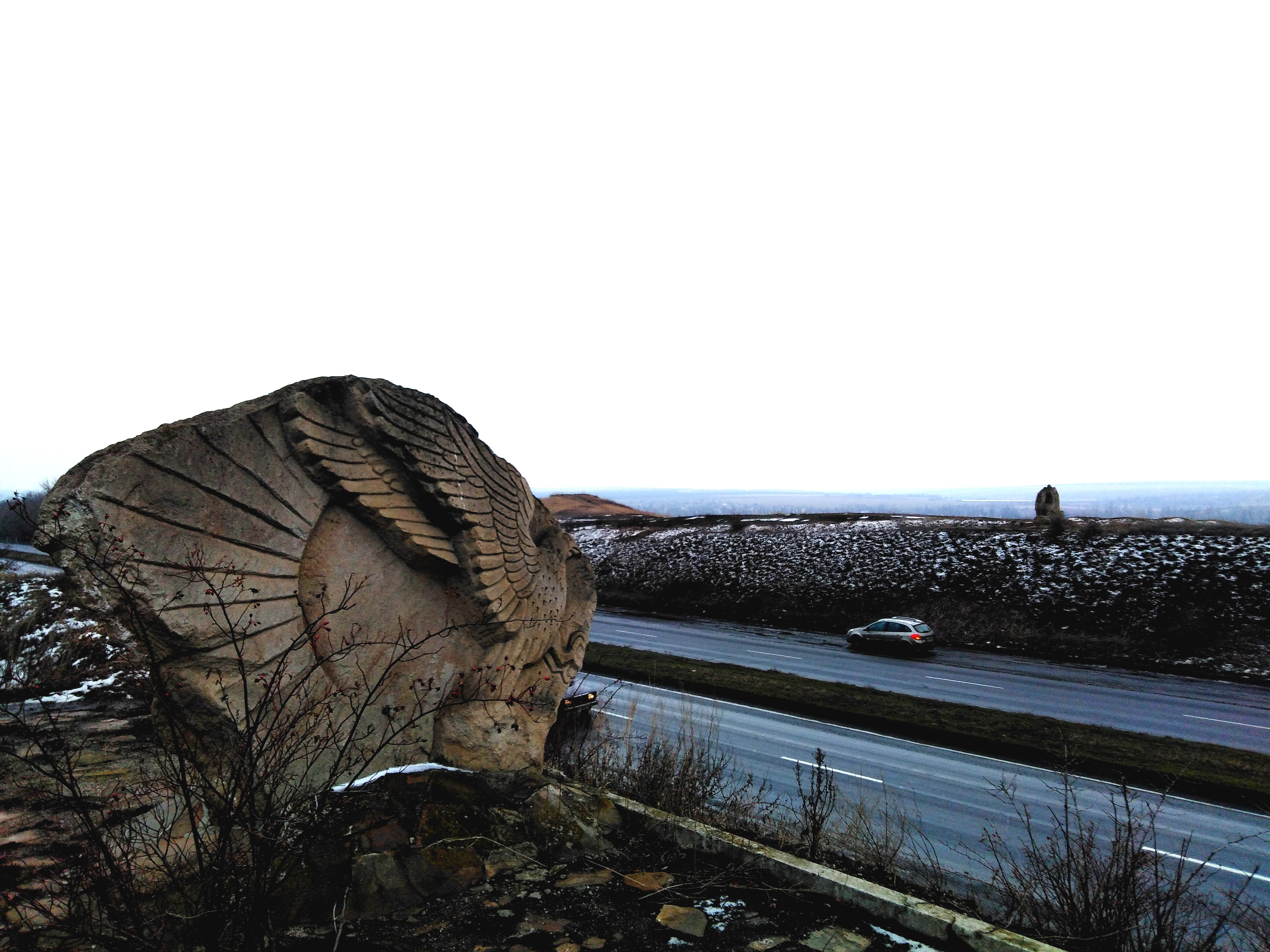
«Східний пам’ятник»
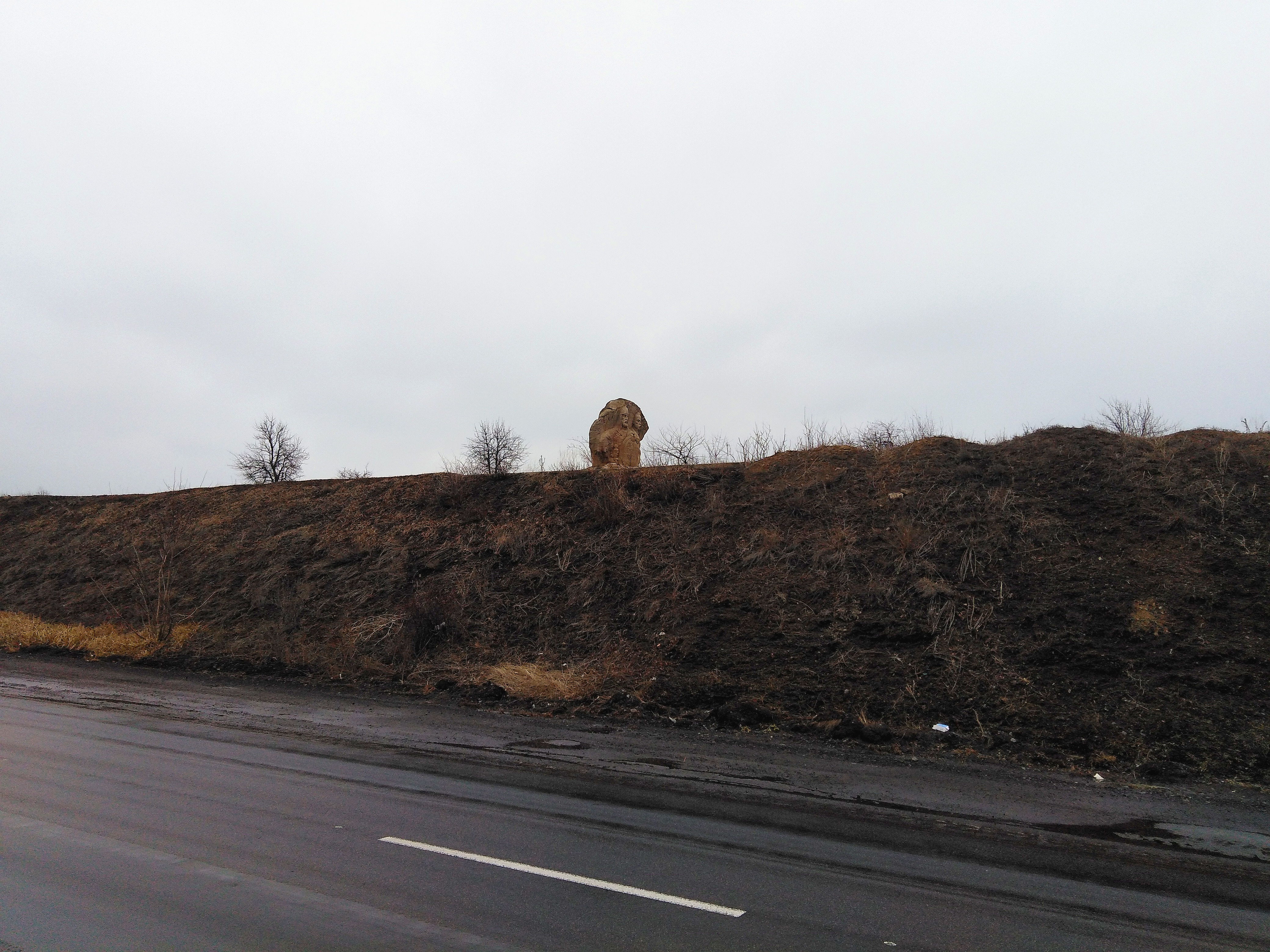
Вид з траси